# Ульрік Фредріксен
Ульрік Фредріксен (норв. Ulrik Fredriksen, нар. 17 червня 1999, Берген) — норвезький футболіст, захисник клубу «Согндал».

## Клубна кар'єра
Народився 17 червня 1999 року в місті Берген. Почав кар'єру виступаючи за напівпрофесіональні нижчолігові клуби «Садален» і «Філлінгсдален». 
У 2017 році Ульрік підписав контракт з «Согндалом». 7 травня в матчі проти «Гаугесуна» він дебютував у Тіппелізі. За підсумками сезону клуб вилетів в з вищого дивізіону, але Фредріксен залишився в команді.

## Виступи за збірні
2018 року дебютував у складі юнацької збірної Норвегії, взяв участь у 6 іграх на юнацькому рівні. З командою до 19 років зайняв п'яте місце юнацького чемпіонату Європи 2018 року.
2019 року з командою до 20 років поїхав на молодіжний чемпіонат світу.